# Campionati del mondo di ciclismo su pista 2024 - Corsa a eliminazione maschile
La gara di corsa a eliminazione maschile ai campionati del mondo di ciclismo su pista si svolse il 20 ottobre 2024.

## Podio
| Pos.    | Atleta        | Nazionalità |
| ------- | ------------- | ----------- |
| Oro     | Tobias Hansen | Danimarca   |
| Argento | Elia Viviani  | Italia      |
| Bronzo  | Dylan Bibic   | Canada      |

## Risultati
| Posizione | Atleta               | Nazione           | Gap in giri |
| --------- | -------------------- | ----------------- | ----------- |
| 1         | Tobias Hansen        | Danimarca         |             |
| 2         | Elia Viviani         | Italia            |             |
| 3         | Dylan Bibic          | Canada            |             |
| 4         | Diogo Narciso        | Portogallo        |             |
| 5         | Mario Anguela        | Spagna            |             |
| 6         | Noah Hobbs           | Gran Bretagna     |             |
| 7         | Adam Křenek          | Rep. Ceca         |             |
| 8         | Jordan Parra         | Colombia          |             |
| 9         | Tim Wafler           | Austria           |             |
| 10        | Adam Woźniak         | Polonia           |             |
| 11        | Nicolò De Lisi       | Svizzera          |             |
| 12        | Akil Campbell        | Trinidad e Tobago |             |
| 13        | Blake Agnoletto      | Australia         |             |
| 14        | Ramïs Dinmuxametov   | Kazakistan        |             |
| 15        | Naoki Kojima         | Giappone          |             |
| 16        | Edibaldo Maldonado   | Messico           |             |
| 17        | Jules Hesters        | Belgio            |             |
| 18        | Grant Koontz         | Stati Uniti       |             |
| 19        | Benjamin Boos        | Germania          |             |
| 20        | Terry Kusuma         | Indonesia         |             |
| 21        | Harshveer Sekhon     | India             |             |
| 22        | Pavol Rovder         | Slovacchia        |             |
| -         | Jan-Willem van Schip | Paesi Bassi       | DSQ         |